# Sebber Sund
Sebber Sund er et sund i Limfjorden i Danmark. Det skiller Halkær Bredning fra Nibe Bredning.
Ved Sebber Sund ligger byen Sebbersund.
- Wikimedia Commons har flere filer relateret til Sebber Sund

56°57′29″N 9°34′19″Ø / 56.958°N 9.572°Ø